# デイジーチェーン (性行為)

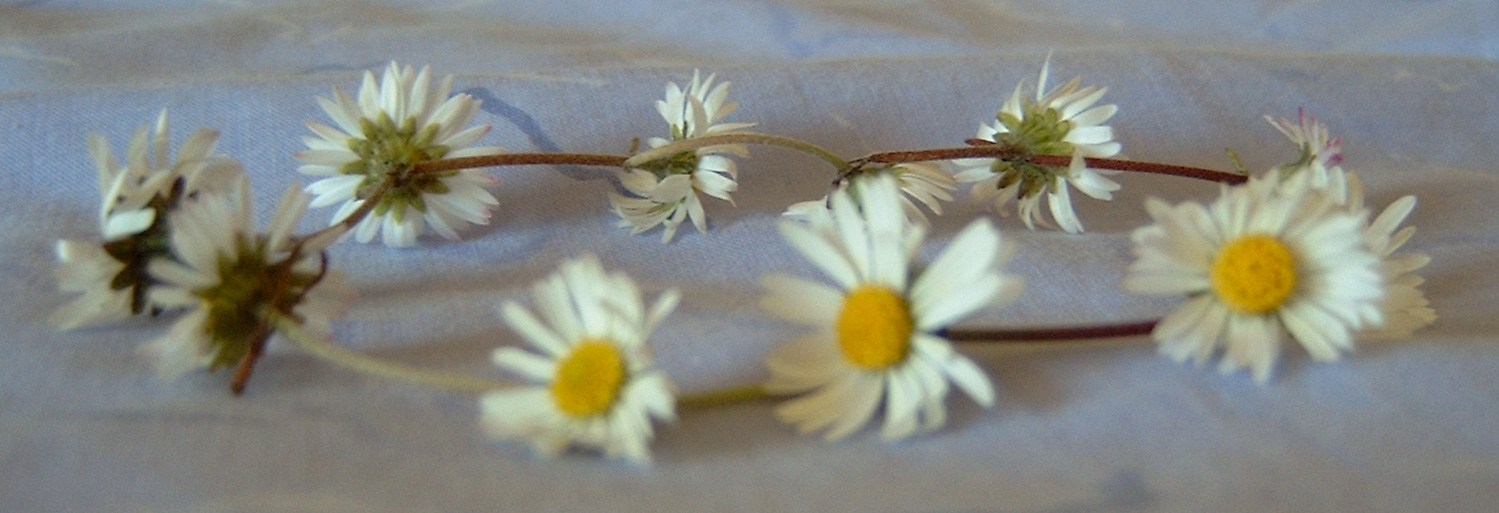
原義の「デイジーチェーン」。ヒナギクなどを編んで作る。

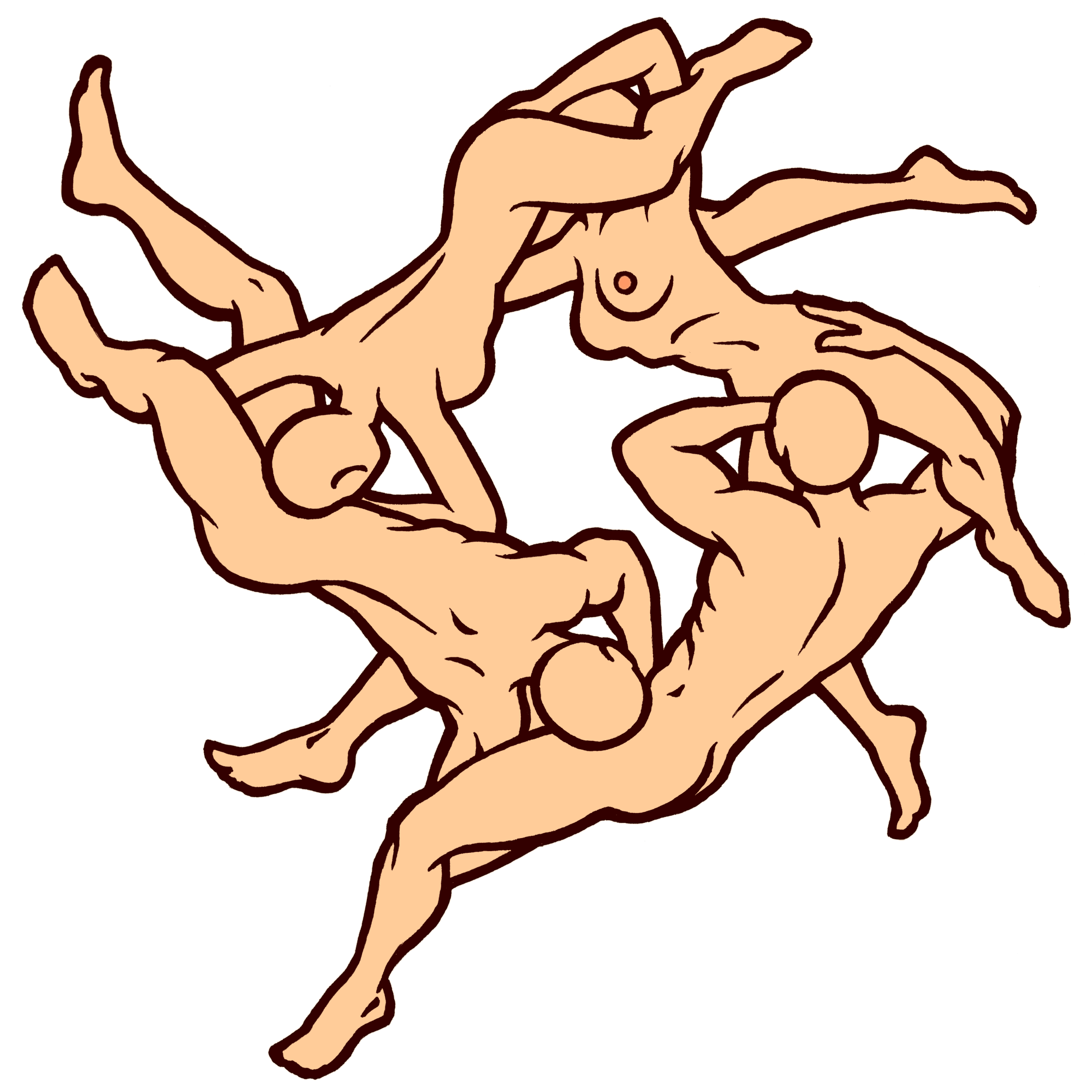
ふたりの両性愛の男性と、ふたりの両性愛の女性が、4人で円環を成す性交体位をとり、4種類の組み合わせによるオーラルセックス (M-F, F-F, F-M, M-M) をおこなう図。このような繋がり方は、異性愛的ではない。

デイジーチェーン (daisy chain) は、3人以上が参加しておこなわれる性行為で、参加者それぞれがオーラルセックスを他の参加者に施しながら、別の参加者から受ける。4人以上によっておこなわれる場合に限ってこの呼称を用いるとする見解もある。
自明なことであるが、デイジーチェーンが異性愛的に完結するためには、男女同数が参加しなければならないため、人数は偶数になる。参加者が奇数である場合、輪を完成させるには、少なくともふたり以上が、「both ways」と称する、男女両方と繋がる両性愛的な形をとらなければならない。
特に、男女ふたりずつの4人により異性愛的に完結する、「エロティック・フォーサム (erotic foursome)」ないし「パルティ・カレ(partie-carrée)」においては、「二組のカップルが、... 注意深く男女を交互に繋ぎ、チェーン（連鎖）ないしマルタ十字を成す (two couples … form a chain or Maltese cross carefully alternating man and woman)」ことになる。
ガーション・レグマンは、「例の件 ... エロティックな、あるいは、スピントリアン的チェーン（「デイジーチェーン」）」、すなわち、「＜スピントリアン的＞ないしエロティックな人間の連鎖は、... これまでにも ... その順列の展開について、フィヒテ派の哲学者フリードリッヒ・カール・フォルベルクが、有名な編著書『西洋古典好色文学入門 (De figuris Veneris)』（1824年）の付録において論じており、スウェーデン語で『私たちはもっと一緒 (Ju fler vi är tillsammans)』（1966年）を書いた学校の教師ラグナー・アースルント (Ragnar Aaslund) は、率直にグループセックスのマニュアル（手引書）とすることを意図してこれを検討していた」と述べている。
スピントリアンは、ローマ皇帝ティベリウスに由来する3人が交わる形式である。これは、オーラルセックスのみならず、男性器を女性器に挿入する通常のセックスや、アナルセックスなどにより繋がるもので、厳密な意味でのデイジーチェーンからは逸脱する行為も含まれるが、日本語ではデイジーチェーンを直訳した表現にあたる「雛菊鎖遊び」と称されることがある。